# Till Zech
Till Zech (* 2. Februar 1966 in Hamm) ist ein deutscher Professor der Rechtswissenschaft mit dem Schwerpunkt Internationales Steuerrecht. Er lehrt an der Ostfalia Hochschule für angewandte Wissenschaften (Braunschweig/Wolfenbüttel).

## Leben
Nach seinem Schulbesuch am Gymnasium Hammonense in Hamm legte Zech 1985 dort sein Abitur ab. Von 1985 bis 1991 studierte er Rechtswissenschaften an der Universität Osnabrück, an der Albert-Ludwigs-Universität in Freiburg, an der Katholieke Universiteit Nijmegen (heute Radboud-Universiteit Nijmegen)in Nimwegen und an der Westfälischen Wilhelms-Universität in Münster. Danach absolvierte er ein Postgraduate-Studium zum Master of Law an der University of Miami in Miami, Florida. Anschließend erfolgte seine Referendarzeit in Hamburg mit Stationen in Amsterdam, Brüssel und Köln. Promoviert wurde er 2008 an der Westfälischen Wilhelms-Universität in Münster mit einer Dissertation zur steuerlichen Behandlung von Funktionsverlagerungen.
Er lebt mit seiner Familie in Münster.

## Karriere
1995 wurde Zech als Attorney at Law, New York, im Bundesstaat New York als Rechtsanwalt zugelassen. Nach dem zweiten Staatsexamen arbeitete Zech von 1996 bis 2001 als Rechtsanwalt. Außerdem gründete er die Akademie für Recht und Steuern (ARS). Im Jahr 2001 trat er als Sachgebietsleiter in die Finanzverwaltung Nordrhein-Westfalen ein. Von dort wechselte er 2002 an die Bundesfinanzakademie im Bundesfinanzministerium. Er war dort für die Fortbildungen im Internationalen Steuerrecht verantwortlich. Außerdem unterrichtete er die ertragsteuerrechtlichen Fächer. Seit dem Sommersemester 2011 lehrt Zech als Professor für Steuerrecht an der Fakultät Recht (Brunswick European Law School (BELS)) der Fachhochschule Braunschweig/Wolfenbüttel (Ostfalia Hochschule für angewandte Wissenschaften). Er ist geschäftsführender Direktor des dortigen Instituts für Recht, Finanzen, Steuern (RFS-Institut). Des Weiteren ist er Mitglied zahlreicher steuerjuristischer Vereinigungen. Darüber hinaus ist er Gründer und Sprecher der IFA-Regionalgruppe Westfalen der IFA Deutschland e.V. Seit 2012 arbeitet er als Of counsel für die Sozietät HLB Dr. Schumacher & Partner, Wirtschaftsprüfer, Steuerberater, Rechtsanwälte in Münster. Seit 2014 ist er als Steuerberater zugelassen.

## Sonstiges
Zech war und ist als Mitglied in diversen Vereinigungen tätig und ist dort in weiteren Funktionen und Gremien aktiv. So war er von 2008 bis 2011 Mitglied des Aufsichtsrats des FC Schalke 04. Von 2007 bis 2012 war er 2. Vorsitzender des Freundeskreises Nepal e.V., einem Verein, der Schulprojekte in Nepal unterstützt. Er ist seit 1997 2. Vorsitzender des Vereins Deutsch-Amerikanische Verständigung e.V., einem Verein, der die Vertiefung der Kontakte zwischen Deutschland und den USA durch die Förderung von Austauschreisen unterstützt. Zech arbeitet darüber hinaus seit 2009 als Lehrbeauftragter der Westfälischen Wilhelms-Universität Münster für die WWU-Weiterbildung gemeinnützige GmbH und die Jurgrad gemeinnützige GmbH in verschiedenen Master-Studiengängen und Qualifizierungslehrgängen. Seit 2014 ist er Vorstand der Deutschen Stiftung gegen Mangelernährung (DSgME).

## Publikationen
- Verrechnungspreise und Funktionsverlagerungen 2009. Die steuerliche Behandlung von Verrechnungspreisen, insbesondere bei Funktionsverlagerungen, nach der Unternehmenssteuerreform 2008. Nomos, Baden-Baden 2009, Dissertation, ISBN 978-3-8329-4186-4.